# Neoplasia
El término neoplasia se utiliza en medicina para designar una masa anormal de tejido. Se produce porque las células que lo constituyen se multiplican a un ritmo superior a lo normal. Las neoplasias pueden ser benignas cuando se extienden solo localmente y malignas cuando se comportan de forma agresiva, comprimen los tejidos próximos y se diseminan a distancia.
Exteriormente se manifiestan como una masa o tumor que altera la arquitectura del órgano en que se asientan. Sin embargo, pueden ser de tamaño tan pequeño que sea preciso la utilización de un microscopio para su detección.
Neoplasia maligna y cáncer son dos expresiones con el mismo significado; en el lenguaje médico habitual es frecuente emplear el término neoplasia maligna como sustituto de la palabra cáncer, utilizando las expresiones neoplasia pulmonar, neoplasia tiroidea o neoplasia laríngea, por ejemplo, como sinónimos de cáncer de pulmón, cáncer de tiroides y cáncer de laringe, malignos y no malignos.

## Definición biológica
No existe consenso en la definición biológica de neoplasia. Sin embargo, se cita con frecuencia la del oncólogo británico R. A. Willis:

«Una neoplasia es una masa anormal de tejido, cuyo crecimiento excede y está descoordinado con el de los tejidos normales, y que persiste en su anormalidad después de que haya cesado el estímulo que provocó el cambio».
Willis, R. A.: The Spread of Tumors in the Human Body. Londres, Butterworth & Co, 1952.

Las células que componen las neoplasias son clónicas, es decir, descienden de una única célula progenitora. Las células neoplásicas se caracterizan por portar anormalidades genéticas o epigenéticas. La demostración de origen clónico es considerada por muchos científicos necesaria, pero no suficiente para caracterizar una proliferación celular como neoplásica.

## Tipos de neoplasias

### Masas anormales no neoplásicas
Algunas masas desorganizadas de tejido no corresponden realmente a proliferaciones monoclonales neoplásicas, aunque su nombre puede llevar a confusión. Dentro de este tipo, destacan el hamartoma y el coristoma.
- Hamartoma. Es un grupo de células maduras desorganizadas en tejidos donde se suelen encontrar. Por ejemplo, masa desorganizada de cartílago, epitelio bronquial y músculo liso situada en el pulmón (hamartoma bronquial).
- Coristoma. Resto heterotópico de células. Al haber anormalidades originadas en el desarrollo embrionario con componentes que no son propios del área. En otras palabras, es un tejido completo en un lugar donde no corresponde. Por ejemplo, tejido pancreático en la pared intestinal.

### Neoplasias benignas
Su nombre acaba en el sufijo -oma y se denominan según el origen del tejido del que procedan, pueden ser: fibroma (tejido conjuntivo fibroso), mixoma (tejido conjuntivo laxo), lipoma (tejido adiposo), condroma (tejido cartilaginoso), osteoma (tejido óseo), hemangioma (vasos sanguíneos), linfangioma (vasos linfáticos), meningioma (meninges), tumor glómico (tejido nervioso de sostén), leiomioma (tejido muscular liso), rabdomioma (tejido muscular estriado), papiloma (tejido epitelial formando papilas), adenoma (tejido glandular), teratoma (células totipotenciales).
Es preciso tener en cuenta que existen múltiples excepciones a estas normas generales de nomenclatura tumoral. Por ejemplo: El tumor benigno de melanocitos se denomina nevus, y su forma maligna, melanoma de gran agresividad a pesar de su terminación en oma, lo mismo ocurre con el cordoma que es un tumor maligno.

### Neoplasias malignas
- Las neoplasias que derivan de los tejidos mensenquimatosos o mesodermo se denominan sarcomas (del griego sarcos, "carnoso"); por ejemplo: fibrosarcoma, mixosarcoma, liposarcoma, condrosarcoma, osteosarcoma, angiosarcoma, lifangiosarcoma, sinoviosarcoma, leiomiosarcoma, rabdomiosarcoma.[2]
- Las neoplasias malignas de origen epitelial, derivadas de cualquiera de las tres capas germinales del embrión, se denominan carcinomas; por ejemplo: carcinoma epidermoide o escamoso, carcinoma basocelular, adenocarcinoma, cistoadenocarcinoma, coriocarcinoma, carcinoma de pene.
- Las neoplasias malignas que proceden del tejido nervioso son los gliomas.
- Las neoplasias malignas que derivan de células sanguíneas son los linfomas y las leucemias.
- Otros tumores malignos que no cumplen las reglas anteriores y acaban en oma, son: el melanoma, el hepatoma, el seminoma, el cordoma y el mesotelioma.

## Criterios de malignidad
- Pérdida de la polaridad, cuando las células crecen desordenadamente.
- Hipercromasia, cuando los núcleos presentan una gran cantidad de ADN.
- Pleomorfismo, cuando hay un desorden en la forma y el tamaño del citoplasma y el núcleo celular (células bizarras).
- Mitosis, son atípicas (diferentes formas) y bipolares.
- Nucléolo, prominente.
- Bordes infiltrantes, cuando el borde no se respeta.
- Desmoplasia, cuando la célula maligna elabora colágeno alrededor.
- Metástasis, neoplasia a distancia.
- Afectación linfática.
- Invasión perineural.
- Afectación de vasos sanguíneos.
- Diferenciación celular, hace relación a su parecido con las células normales del tejido que les dio origen:
  - Bien diferenciado.
  - Medianamente diferenciado.
  - Mal diferenciado o indiferenciado.